# Vroomshoop vasútállomás
Vroomshoop vasútállomás vasútállomás Hollandiában, Twenterand városában.

## Vasútvonalak
Az állomást az alábbi vasútvonalak érintik:
- Mariënberg–Almelo-vasútvonal

## Kapcsolódó állomások
A vasútállomáshoz az alábbi állomások vannak a legközelebb:
- Geerdijk vasútállomás
- Daarlerveen vasútállomás